# 三面稈荸荠
三面稈荸荠（学名：Heleocharis trilateralis）是莎草科荸荠属的植物，是中国的特有植物。分布在中国大陆的云南省等地，生长于海拔3,200米的地区，常生于沼泽地，目前尚未由人工引种栽培。